# Tempos Modernos (álbum)
Tempos Modernos é o álbum de estreia do cantor e compositor brasileiro Lulu Santos. Lançado em 1982, contém sucessos como "Tempos Modernos" cujo videclipe foi exibido no programa  Fantástico, "De Leve (Get Back)" de Paul McCartney e John Lennon versão de Gilberto Gil e Rita Lee, "De Repente Califórnia", "Scarlet Moon" de Lulu Santos e Rita Lee, "Tudo Com Você", "Areias Escaldantes" e "Tesouros da Juventude". O disco foi gravado nas sobras de horários de Gilberto Gil em um estúdio na Zona Norte do Rio de Janeiro, que só conseguiu gravar por causa do seu amigo e ex baixista da banda Os Mutantes Liminha.

## Faixas[1]
| N.º | Título                   | Compositor(es)                                               | Música | Duração |  |
| 1.  | "Tempos Modernos"        | Lulu Santos                                                  |        | 4:17    |  |
| 2.  | "Tudo Com Você"          | Fausto Nilo/ Lulu Santos                                     |        | 3:01    |  |
| 3.  | "De Repente, Califórnia" | Lulu Santos/ Nelson Motta                                    |        | 2:43    |  |
| 4.  | "Scarlet Moon"           | Rita Lee                                                     |        | 3:52    |  |
| 5.  | "Sirigaita"              | Lulu Santos/ Nelson Motta                                    |        | 3:25    |  |
| 6.  | "Bole, Bole"             | Lulu Santos                                                  |        | 3:42    |  |
| 7.  | "Palestina"              | Lulu Santos/ Nelson Motta                                    |        | 2:31    |  |
| 8.  | "Areias Escaldantes"     | Lulu Santos/ Nelson Motta                                    |        | 2:09    |  |
| 9.  | "De Leve (Get Back)"     | John Lennon/ Paul McCartney - Versão: Gilberto Gil/ Rita Lee |        | 3:26    |  |
| 10. | "Tesouros Da Juventude"  | Lulu Santos/ Nelson Motta                                    |        | 2:19    |  |
| 11. | "Fricção Científica"     | Lulu Santos                                                  |        | 2:36    |  |

### Compactos Simples.
1. Areias Escaldantes.:

- Lado A.: Areias Escaldantes.
- Lado B.: Tesouros da Juventude.

1. Tempos Modernos.:

- Lado A.: Tempos Modernos.
- Lado B.: Scarlet Moon.

## Músicos[5]
Gravado e mixado no estúdio Transamérica (RJ)
- Arranjos: Lulu Santos; Liminha
- Guitarras, Violões e Voz: Lulu Santos
- Baixo: Liminha, Pedro Fortuna
- bateria: Serginho Herval, Picolé, Edinho Espíndola
- Sintetizadores: Lincoln Olivetti, Mu Carvalho
- Percussão: Cidinho, Repolho
- Rhodes e Clavinet: Robson Jorge
- Engenheiro de som: Richard Alderson
- Gravação: Richard Alderson, Liminha e Andy P. Millis
- Mixagem: Richard Alderson e Liminha

## Legado
Em uma enquete de 162 especialistas musicais conduzida pelo podcast Discoteca Básica, o álbum classificou em 76º, um dos quatros álbuns do cantor mencionando na lista.

## Desempenho comercial

#### Vendas e certificações
| País                       | Certificação | Vendas  |
| -------------------------- | ------------ | ------- |
| Brasil (Pro-Música Brasil) |              | 56.000+ |